# شهناز بهلوي
الأميرة شهناز بهلوي (بالفارسية: شاهدخت شهناز)؛ هي ابنة شاه إيران محمد رضا بهلوي من زوجته الأولى الأميرة فوزية.
جداها لأبيها هما رضا بهلوي شاه إيران السابق وزوجته تاج الملوك، أما جداها لأمها فهما فؤاد الأول ملك مصر السابق والملكة نازلي، أي أن خالها هو الملك فاروق. ولدت شهناز في طهران 27 أكتوبر 1940 وبعد الثورة الإسلامية الإيرانية عاشت الأميرة في سويسرا. تزوجت من أردشير زاهدي وزير الخارجية الإيراني وسفير إيران مرتين إلى الولايات المتحدة الأمريكية وأنجبا بنتاً واحدة هي زهرة ماهناز والتي ولدت في 2 ديسمبر 1958م، أما الزواج الثاني لها فكان من نصيب خسرو جاهنباني في فبراير 1971 وأنجبا ولدا هو كيخسرو وبنتا هي فوزية.

## الجنسية
تحمل الجنسية الإيرانية نسبة لوالدها لشاه إيران محمد رضا بهلوي؛ ثم حصلت على الجنسية السويسرية.
وفي عام 2013 أصدر وزير الداخلية المصري محمد إبراهيم في التاسع من ديسمبر قرارًا بمنحها فيها الجنسية المصرية بوصفها من أم مصرية وهي الأميرة فوزية بنت الملك فؤاد الأول.

## روابط خارجية
- شهناز بهلوي على موقع IMDb (الإنجليزية)
- شهناز بهلوي على موقع مونزينجر (الألمانية)